# Anderson Patric Aguiar Oliveira
Anderson Patric Aguiar Oliveira, född 26 oktober 1987, är en brasiliansk fotbollsspelare.
Han blev utsedd till J.Leagues "Best Eleven" 2014.